# Io non sarei
Io non sarei è l'ottavo album in studio della cantante italiana Alessandra Amoroso, pubblicato il 13 giugno 2025 con doppia etichetta Epic e Sony Music.

## Antefatti e descrizione
Successivamente alla pubblicazione del settimo album in studio Tutto accade del 2021 e della tourneé promozionale Tutto accade Tour del 2022, Amoroso ha preso una pausa discografica. Nel 2024 ha partecipato per la prima volta nella carriera al Festival di Sanremo con il brano Fino a qui, raccontando di essersi allontanata dalla vita pubblica a seguito di una gogna mediatica e campagna d'odio nei suoi confronti a seguito di alcuni episodi avvenuti qualche settimana dopo il concerto tenuto allo Stadio Giuseppe Meazza di Milano, Tutto accade a San Siro del 2022.
L'album si compone di undici tracce con la partecipazione nella scrittura della stessa cantante, Federica Abbate, Alessandro La Cava, Tropico, Jacopo Èt, Alessandro Raina e Tananai, oltre che la collaborazione di BigMama e Serena Brancale. In un'intervista rilasciata a Billboard Italia la cantante ha raccontato il processo di produzione e il significato del progetto:

## Accoglienza
| Recensione | Giudizio |
| ---------- | -------- |
| Rockol     | 6,5/10   |

Paolo Panzeri di Rockol afferma che le tracce dell'album siano «in puro stile Amoroso che sposano le sonorità del moderno pop, ma non disdegnano di spingersi a quelle più intime e soul» riportando «il candore musicale e umano che l'hanno sempre contraddistinta», non trovandovi novità nella discografia dell'artista.
Paolo Aruffo di Today descrive il progetto «nel complesso godibile» e con sonorità soul, riscontrando che la cantante «si sia finalmente liberata di una veste pesante che non le apparteneva» dei precedenti progetti, trovando tuttavia un limite nel proporre unicamente cinque brani inediti rispetto ai singoli.

## Tracce
1. Cose stupide – 2:54 (Daniele Fossatelli, Leonardo Zaccaria, Pietro Celona)
2. Serenata (con Serena Brancale) – 3:08 (Serena Brancale, Alessandra Amoroso, Alessandro La Cava, Federica Abbate, Eugenio Maimone, Federico Mercuri, Giordano Cremona)
3. Tutto a posto – 3:16 (Alessandra Amoroso, Davide Petrella, Gabriel Rossi, Lorenzo Santarelli, Marco Salvaderi)
4. Io non sarei – 3:02 (Alessandra Amoroso, Alessandro La Cava, Jacopo Angelo Ettorre, Stefano Tognini)
5. Mezzo rotto (feat. BigMama) – 3:15 (Davide Petrella, Marianna Mammone, Stefano Tognini)
6. Rimani rimani rimani – 2:37 (Alfredo Rapetti, Fabrizio Fusaro, Simone Guzzino, Mauro Marcello Fenoaltea, Stefano Tognini)
7. Per sempre ancora – 3:05 (Antonio Caputo, Emanuele Cotto, Leonardo Zaccaria, Vincenzo Colella)
8. Mettimi alla prova – 3:04 (Daniele Magro, Riccardo Scirè, Tony Maiello)
9. Si mette male – 3:13 (Alberto Cotta Ramusino, Alessandro Raina, Davide Simonetta, Enrico Wolfgang Leonardo Cavion)
10. So che non lo sapevi (aria) – 3:10 (Alfredo Rapetti, Daniele Magro, Michael Tenisci)
11. Fino a qui – 3:52 (Alessandra Amoroso, Federica Abbate, Jacopo Angelo Ettorre, Alessandro Merli, Fabio Clemente, Pierfrancesco Pasini)

## Classifiche
| Classifica (2025) | Posizione massima |
| ----------------- | ----------------- |
| Italia            | 1                 |